# Списък на политическите партии в Северна Македония
Партийната система в Северна Македония е многопартийна, с много политически партии, които могат да си сътрудничат, за да сформират общи политически платформи и коалиционни правителства.
Партиите в страната главно се разграничават по етнически признак и по-малко по отношение на тяхната лява или дясна политическа ориентация.
А — Б — В — Г — Д —
Е — Ж — З — И — Й —
К — Л — М — Н — О —
П — Р — С — Т — У —
Ф — Х — Ц — Ч — Ш —
Щ — Ю — Я

### В
- ВМРО-ДПМНЕ
- ВМРО Народна партия

### Г
- Граждански демократичен съюз

### Д
- Демократичен съюз за интеграция (албанска)
- Демократическа алтернатива
- Демократическа лига на бошняците (бошняшка)
- Демократически съюз
- Демократически съюз на власите от Македония (влашка)
- Демократическо обновление на Македония
- Демократическа партия на албанците (албанска)
- Демократическа партия на сърбите в Македония (сръбска)
- Демократическа партия на турците в Македония (турска)
- Демократично-републикански съюз на Македония

### З
- Земеделска народна партия

### К
- Македонска акция
- Македонска комунистическа партия

### Л
- Либерална партия на Македония

### Н
- Национална демократическа партия
- Нова социалдемократическа партия

### О
- Обединена партия на ромите в Македония (ромска-циганска)

### П
- Партия за демократичен просперитет (албанска)
- Партия на власите от Македония (влашка)

### Р
- Работническа партия

### С
- Социалдемократически съюз на Македония

### Т
- Трайно македонско радикално обединение